# 氷と炎の歌の登場人物
氷と炎の歌の登場人物（こおりとほのおのうたのとうじょうじんぶつ）では、ジョージ・R・R・マーティン著のファンタジー小説シリーズである『氷と炎の歌』の中に現れる主要な登場人物のうち、ウェスタロスの諸名家の一員ではない人物を説明する。諸名家の登場人物は氷と炎の歌の諸名家で説明されている。
本シリーズの第1部から第3部には岡部宏之による旧版と、酒井昭伸による新訳語を用いた改訂新版が存在し、両版の間では多くの名称の日本語訳が変更されているため、以下においては新訳語を用い、最初に使用された箇所では括弧内に旧訳語を示す。
以下の内容は、第5部終了時点でのものである。

## 諸名家以外の視点人物
各部の各章はそれぞれ一人の視点人物の目から三人称で描かれている。以下に諸名家以外の視点人物を示す。
- アリス・オークハート
- アリオ・ホター
- サムウェル・ターリー
- ジョン・コニントン
- ブライエニー
- ダヴォス・シーワース
- バリスタン・セルミー
- メリサンドル

## アリス・オークハート
Arys Oakheart

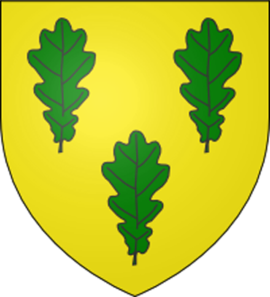
オークハート家の紋章

視点人物であるサー・アリス・オークハートは、ロバート・バラシオン王、その息子のジョフリー・バラシオン王、その弟のトメン・バラシオン(トンメン・バラシオン)王の〈王の盾〉(近衛騎士団)の騎士である。後にミアセラ・バラシオンに同行してドーンに行く。 アリアン・マーテル(アリアンヌ・マーテル)に誘惑されて、ミアセラが玉座を主張することを支持する。〈王の盾〉は結婚できないが、ミアセラに特別に許してもらうと、アリアンは約束する。この陰謀が明るみに出た時、サー・アリスは投降を拒否し、プリンス・ドーラン(ドラン)の衛士長(衛兵隊長)のアリオ・ホターに殺される。
オークハートは、ジョフリーの〈王の盾〉の中では優しいほうである。ジョフリーが サンサ・スタークを打ち据えることをすべての〈王の盾〉の騎士にも命じる時、マーリン・トラント、ボロス・ブラウント、マンドン・ムーアそしてプレストン・グリーンフィールドは良心の呵責も疑問もなく命令を実行するが、サー・アリスは、まず命令に抗議した後で、できるだけ軽くサンサを打つ。『ゲーム・オブ・スローンズ』には登場しない。

## アリセント・ハイタワー
Alicent Hightower
ヴィセーリス1世の〈王の手〉であったオットー・ハイタワーの娘であり、キングズランディングの〈赤の王城〉で育つ。やがて老王の後室となりエイゴンを含む子たちをもうける。王の死後に父と組み、王都に不在であった後継ぎのレイニラ王女の代わりにエイゴンを後継の王とし、諸名家を巻き込んで多くのドラゴンの死を招きターガリエン家の衰退につながった〈双竜の舞踏〉と呼ばれる大規模な内乱を招く。『ハウス・オブ・ザ・ドラゴン』では、オリヴィア・クックが演じる。

## アリス・カースターク
Alys Karstark
アリス・カースタークはロブにより処刑されたスターク家の旗主リカード・カースタークの娘であり、ラニスター家に囚われた兄ハリオン・カースタークに次ぐカースターク家継承権を持つ。父リカルドの死後、カースターク家城代である大叔父アーノルフ・カースタークは家の乗っ取りを図り、息子クレガンをアリスと結婚させようとする。そして自らはカースターク家の軍を率いてスタニスの下に参じることでラニスター家にハリオンを殺させ、その後はスタニスを裏切るつもりである。アリスはこの企みを挫くため、一人で〈壁〉に来てジョン・スノウの庇護を求める。ジョンはアリスを〈野人〉の名族であるゼン族の族長であるシゴーンと結婚させて、アリスの後ろ盾とするとともに〈野人〉と北部人の融和を図る。またジョンは、アリスを追いかけて〈壁〉に来たクレガンを牢に捕える。『ゲーム・オブ・スローンズ』ではミーガン・パーキンソンが演じるが設定は大きく異なる。

## アリオ・ホター
Areo Hotah
視点人物であり、プリンス・ドーランの衛士長である。アリオは、もともとは自由都市ノーヴォスの出身である。大家族の末っ子として生まれ、斧使いのエリート護衛を訓練することで知られる、〈顎髭の導師たち〉なる組織に売られる。16歳で訓練を終えると、ノーヴォスのメラリオの家に売られる。メラリオがプリンス・ドーランと結婚した時には、彼女とその夫を守るためにドーンに旅し、それ以来ドーンに留まる。ホターはプリンス・ドーランに完全に忠実であり、アリアン・マーテルがミアセラ・バラシオンを七王国の女王に担ごうとした時には、アリス・オークハートを殺してアリアンの計画を阻止する。受けた命令に疑念を感じる時には、かつて立てた単純な誓いである「お仕えし、服従し、お守りします」を思い浮かべる習慣がある。『ゲーム・オブ・スローンズ』ではデオビア・オパレイが演じる。

## アリザー・ソーン
Alliser Thorne
アリザー・ソーンは〈壁〉の〈黒の城〉の意地の悪い武術師範である。〈冥夜の守人〉の新兵の訓練を担当する。もともとはターガリエン家の支持者であったが、同家がエダード・スタークおよびロバート・バラシオンによって滅ぼされたために、〈冥夜の守人〉と処刑のいずれかを選ばされる。ゆえにスターク家を強く憎む。ジョン・スノウが〈黒の城〉に来た時は、あらゆる機会を捕えてジョンを虐め、侮辱し、挑発する。ジョンが〈野人〉と行動を共にしてから戻ると処刑しようとするが、失敗する。ジョンが総帥に選ばれた後は、ジョンを暗殺する陰謀の中心になるが、その具体的な役割は不明である。アリザーは『ゲーム・オブ・スローンズ』においてオーウェン・ティールが演じる。

## イェッザン
Yezzan
イェッザンはユンカイの富裕な奴隷商人で〈賢明なる親方〉の一人である。奴隷商人から、ティリオン、ペニー、ジョラーを買い取るが、疫病に倒れ命を落とす。『ゲーム・オブ・スローンズ』ではエンツォ・クリエンティが演じる。

## イグリット
Ygritte
イグリットは〈野人〉(〈野性人〉)の女戦士である〈槍の妻〉であり、激しい気性と強い意志を持つ女である。〈野人〉には誘拐婚の習慣があり、最初の出会いでジョン・スノウに捕えられたため、〈野人〉たちはイグリットをジョンの妻と見なす。ジョンは最初のうちイグリットの誘惑を退けるが、やがて二人は愛人になる。ジョンは〈冥夜の守人〉の誓いとイグリットへの愛の狭間で悩むが、最終的に誓約を選び、〈冥夜の守人〉に戻って〈野人〉の軍の動きを知らせる。ジョンが逃げ出す時、イグリットはジョンを殺そうとする。イグリットは〈黒の城〉に対する攻撃にも加わるが、心臓を矢に射抜かれ、ジョンの腕の中で死ぬ。彼女の口癖は、「あんた何も知らないのね、ジョン・スノウ」である。イグリットは『ゲーム・オブ・スローンズ』において、ローズ・レスリーが演じる

## イリリオ・モパティス
Illyrio Mopatis
イリリオは自由都市ペントスの、豊かで強力な豪商(名士)、マジスターである。若い頃は腕の立つ傭兵であったが、著しく肥満し、二叉に分かれた黄色い口髭をしている。 ヴァリス(ヴェリース)の親友であり、協力し合って ターガリエン家を七王国の玉座に復帰させようとしている。物語の始まる前に、ヴィセーリス(ヴァイセリス)・ターガリエン と妹のデナーリス(デーナリス)を賓客として家に迎えている。ドスラクの強力な軍を手に入れるために、デナーリスとカール・ドロゴの結婚をまとめる。婚儀では石化したドラゴンの卵を3個贈る。だがドロゴとヴィセーリスの死によって計画は失敗する。デナーリスを連れ戻すため、偽名を用いたバリスタン・セルミーとストロング・ベルウァスと3隻の船をクァース(カース)に送る。ティリオン・ラニスターをウェスタロスからひそかに運び出し、デナーリスのもとに向かうエイゴン・ターガリエンとジョン・コニントンと共に旅をさせる。『ゲーム・オブ・スローンズ』において ロジャー・アラムが演じる。

## イリーン・ペイン
Ilyn Payne
サー・イリーン・ペインはロバート・バラシオン王の首切り役人として仕えた ラニスター家の旗主(旗手)である。かつて エイリス・ターガリエン二世の治世の時、「タイウィン・ラニスターこそが真の統治者である」と言った時に、王の命で舌を切り取られる。口がきけず、あばただらけの顔であるために罪人に恐れられ、首切り役人としての役に立っている。ペインは極めて優秀な首切り役人であり、二の太刀をほとんど必要としない。ペインには人を殺す以外の人生がないと、物語の中で何度か語られている。ジョフリー王がエダード・スタークに死刑を宣告した時に、エダード公自身の大剣、”アイス”によってエダードを処刑する。大剣を自分のものとするが、後にはラニスター家のために溶かされ二振りの剣が作られる。右手を失ったジェイミー・ラニスター(ジェイム・ラニスター)の旅に同行し、左手での剣の稽古の相手をする。ジェイミーがペインを相手に選んだのは、ペインが話すことも書くこともできず、衰えた剣技のことを誰にも伝えられないためである。さらにジェイミーは過去の全ての罪、サーセイとの真の関係すらも、ペインに話すことになる。イリーン・ペインは『ゲーム・オブ・スローンズ』において、ウィルコ・ジョンソンが演じる

## ヴァリス
Varys
“蜘蛛”とも呼ばれるヴァリスは、 ウェスタロスの鉄の玉座のために働く、得体のしれない諜報機関の頭、すなわちスパイの元締めである。流行の服装をまとう禿げ頭の太った宦官であり、いつも人に媚びるような女々しい態度をとるが、貴族にも庶民にも恐れられている。変装の名人であり、人格や見かけを自由に変えることができる。〈赤の王城〉(〈赤い城〉)の多くの秘密の通路に通じている。”小鳥たち”と呼ぶスパイはあらゆるところにいる。子供の頃は、旅回りの一座の俳優だったと言う。魔法使いに去勢されたと言い、ゆえに魔法と魔法使いを憎む。ペントスで盗賊の王として知られるようになり、イリリオ・モパティスの友人となっる。情報収集の能力によって、エイリス・ターガリエン二世の宮廷で諜報機関の頭の地位に着き、〈小評議会〉の席を得る。それ以来、王国のために尽くしてきたと言う。シリーズを通して、七王国を弱体化させ、ターガリエン家が侵略しやすいように仕向ける。だが他の人々がヴァリスの意図に背いた行動をとり、その計画は複雑さを増す。ヴァリスは ティリオンが牢獄から脱出するのを手助けして以来、失踪する。その後、エイゴン・ターガリエンのウェスタロス侵略を揺るがしかねない指導力を発揮した、ケヴァン・ラニスターとパイセルを殺す。ヴァリスは『ゲーム・オブ・スローンズ』において、コンリース・ヒルが演じる。

## ヴァル
Val
マンス・レイダーの妻ダラの妹。〈野人〉による〈壁〉の攻撃が失敗して囚われとなる。〈野人〉には王族はいないとジョン・スノウが説明するにもかかわらず、スタニス(スタンニス)・バラシオンとその家来らはヴァルを”野人のプリンセス”と呼び、政略結婚させることも話に出る。ヴァルは極めて魅力的であるとされる。ジョンはヴァルを解放して、マンスの残軍を率いる〈巨人殺しのトアマンド〉を〈壁〉に連れて来るように送りだす。ヴァルは単騎で出発し、数週間後にトアマンドを連れて〈壁〉に戻る。『ゲーム・オブ・スローンズ』には登場しない。

## ヴァーゴ・ホウト
Vargo Hoat
ヴァーゴ・ホウトはクォホール出身の傭兵であり、〈勇武党〉(〈勇敢組〉)、またの名を〈血みどろ劇団〉と呼ばれる傭兵集団の隊長である。山羊の角をつけた兜によって、"山羊"とあだ名され、しばしば捕虜の手や足を斬り落として逃亡できないようにする。ラニスター家に味方した後、北部側に寝返り、〈ハレンの巨城〉 (ハレンホール)を占領し、ジェイミー・ラニスターの右手を斬り落とす。後にラニスター家の旗主グレガー・クレゲインが〈ハレンの巨城〉を占領し、ヴァーゴ・ホウトの手足を斬り落として死に至らしめる。『ゲーム・オブ・スローンズ』では登場せず、代わりにボルトン家の家臣ロックがその役割を果たす。

## ウォルダー・フレイ
Walder Frey

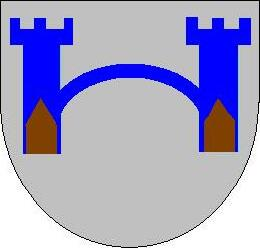
フレイ家の紋章

ウォルダー・フレイ公は90代で、いまだにフレイ家の家長であり、トライデント河にかかる〈関門橋〉(〈渡り場〉)の領主であり、双子城の城主である。川の渡し場を支配するフレイ家は渡し賃によって富裕で強大であり、 タリー家の旗主ではあるが主君を脅かす存在である。衰えを見せてはいるが、いまだに家政を実際に切りまわしている。虚栄心が強く、怒りっぽく、野望に充ち、信頼されていない。100人以上の子孫をもうけ、どの妻よりも長生きしたことで有名である。物語の当初では、8番目の妻と結婚している。家族の忠誠に非常に重きを置くが、その家族は彼のために無慈悲に人をあざむく。ウォルダーが死ねば、フレイ家の者は互いに殺し合うであろうと言われる。ウォルダー公はタリー家の旗主でありながら、エドミュア・タリーがロブ・スタークのために旗主を呼び集めた時には、リヴァーランに参じない。双子城がロブの軍の戦略的要地になった時、ウォルダーは娘とロブ、さらには孫とアリア・スタークの結婚をまとめることに成功する。だがロブがフレイ家の娘ではなくジェイン・ウェスタリングと結婚した時、激怒してロブへの支持を取り下げる。その後はタイウィン・ラニスターおよびルース・ボルトンと共謀してスターク家とタリー家を裏切る。代償としてエドミュアと娘のロズリンを結婚させることを装い、ロブとその主要な旗主を双子城におびき寄せる。婚儀の宴の間、フレイ家の者たちがロブと客を襲い、ロブ、キャトリン・スターク(ケイトリン・スターク)と北部軍の大部分を殺す。この裏切りは古来からの客の権利に関わる慣習を踏みにじるもので、〈釁られた婚儀〉(〈血染めの婚儀〉)として知られるようになる。そしてウォルダーは大手を振ってラニスター家に忠誠を誓い、報酬としてリヴァーランとタリー家の領地をせしめる。だがフレイ家は裏切り行為の代償を支払うことになる。無法者や北部人は虐殺の復讐として次々とフレイ家の者を殺し、かつての同盟者たちはフレイ家を軽蔑する。ウォルダー・フレイは、『ゲーム・オブ・スローンズ』において、デイビッド・ブラッドリーが演じる。

## エイモリー・ローチ
Amory Lorch
エイモリー・ローチはラニスター家の旗主である。彼は、小さな目の豚のような顔を持つ太った残虐な人物として描かれている。ローチは〈ロバートの反乱〉の最後に起きた〈キングズランディングの略奪〉において3歳のプリンセス・レイニス(レーニス)・ターガリエンを冷酷に殺す。ローチは泣き叫ぶ幼女を父であるレイガー(レーガー)のベッドの下から引きずり出して刺し殺す。〈五王の戦い〉で、ローチはリヴァーランドを略奪する襲撃隊の隊長となる。ローチの襲撃隊は、たまたまアリア・スタークが密かに混じっていた、ヨーレンの〈冥夜の守人〉(〈夜警団〉)の新兵までも攻撃し、ヨーレンを殺す。ルース・ボルトンが〈ハレンの巨城〉をとった時にローチは捕えられ、ルース・ボルトンとその部下の娯楽のために、熊に餌として与えられる。アリアも現場にいてローチの死を目撃し、ローチを殺した熊は「大きくて真黒だ、ヨーレンみたいだ」と思う。『ゲーム・オブ・スローンズ』ではフィンタン・マッキーオンが演じるが、熊ではなくジャクェン・フ=ガーによって殺される。

## エディソン・トレット
Eddison Tollett
エディソン・トレットはドロラス・エッド(陰気なエッド)とも呼ばれ、トレット家出身の従者で〈冥夜の守人〉の雑士(執事隊員)となる。〈最初の人々の拳〉での〈亡者〉との戦いを生き残り、仲間と共に〈クラスターの砦〉に辿り着く。その後は〈総帥〉の雑士となる。『ゲーム・オブ・スローンズ』ではベン・クロプトンが演じる。

## エラリア・サンド
Ellaria Sand
オベリン・マーテルの愛人。ドーン出身の落とし子。〈砂蛇〉のうち年少の4人の母である。オベリンとともにキングズランディングに同行し、目の前でグレガー・クレゲインに殺されるところを見る。『ゲーム・オブ・スローンズ』ではインディラ・ヴァルマが演じる。

## オシャ
Osha
オシャは〈異形〉(〈異形人〉)から逃れて〈壁〉の南側に来た〈野人〉の女である。スターク家の家来に見つかり、ウィンターフェルに連れて来られる。下女として雇われ、一定の自由が与えられる。ブラン・スタークと親しくなり、しばしば助言をする。シオン・グレイジョイがウィンターフェルを占領した時、忠誠を誓って欺いて、ブランと弟のリコンの脱出を助ける。その後リコンと共に身を隠して北部を旅するが、後に食人族の住むというスカゴス島にいることがわかる。オシャは『ゲーム・オブ・スローンズ』でナタリア・テナが演じる。

## オットー・ハイタワー
Otto Hightower
南部総督タイレル家の旗主でオールドタウンの領主ハイタワー家出身であり、ヴィセーリス1世の〈王の手〉となる。王妃エイマ・アリンの死後、男子優先原則に背き、政敵である王弟デイモン王子ではなくレイニラ王女を後継ぎとするよう進言する。娘のアリセントを王の後室とし、今度は娘の生んだエイゴン王子がレイニラ王女に代わり後継ぎとなるよう策謀するも、王の逆鱗に触れて職を解かれる。数年後、後任のライオネル・ストロングが死亡したために〈王の手〉に復帰し、衰弱した王に代わって娘とともに政治を取り仕切る。娘とともに〈双竜の舞踏〉を引き起こす。『ハウス・オブ・ザ・ドラゴン』では、リス・エヴァンスが演じる。

## カール・ドロゴ
Khal Drogo
カール・ドロゴは、自由都市の先の草原に住む、すぐれた馬の乗り手で略奪者である部族国家ドスラクのカール、すなわち族長である。熟練した戦士であり、いまだ戦いでは負けたことがない。ヴィセーリス・ターガリエンは豪商マジスター・イリリオと共謀して、ウェスタロスの侵略に味方させるために、デナーリス・ターガリエンをドロゴと結婚させる。ドロゴはデナーリスを気に入り妻とする。戦士たちには恐ろしい族長として接するものの、ドロゴは親切で思いやりのある夫であることがわかる。妊娠したデナーリスの命を狙う試みが失敗した後、ドロゴはターガリエン家と息子のために七王国を取り戻そうと、ウェスタロスを侵略することを誓う。だがヴィセーリスは無礼のあまり、ドロゴに殺されることになる。ドロゴは妻のために約束を守ろうとし、兵站準備のために村や他のドスラクの一族を襲撃するが、敵の族長に傷を負わされる。傷は化膿して、ドロゴは落馬し、戦士のほとんどは去る。デナーリスは彼を回復させる呪文のために、知らずに胎児を犠牲にしてしまうが、ドロゴは意識のないままとなる。デナーリスは憐みからドロゴを窒息死させ、その火葬の薪の炎が、ついにドラゴンの卵を孵化させることになる。デナーリスはお気に入りの強く黒いドラゴンを、ドロゴにちなんでドロゴンと名付ける。ドロゴは『ゲーム・オブ・スローンズ』において、ジェイソン・モモアが演じる。

## 鎧骨公
Lord of Bones
鎧骨公は〈がらがら帷子〉とも呼ばれる、マンス・レイダー配下の野人の頭領である。骨でできた鎧を着る。メリサンドルの魔法によりマンスに見せかけられて処刑される。『ゲーム・オブ・スローンズ』では、エドワード・ドグリアーニおよびロス・オヘネシーが演じる。

## クァイバーン
(キバン)
Qyburn
かつて生きている人間に非倫理的な実験を行ったことで鎖を剥奪された元メイスター(マイスター)である。かつて妖術を行ったとも噂される。傭兵集団である〈勇武党〉の一員として物語に登場する。優れた治療の技でジェイミーの腕の傷の壊疽が広がるのを抑える。〈勇武党〉を去り、キングズランディングの宮廷に出仕し、そこでサーセイ・ラニスターを説得して、瀕死のグレガー・クレゲインに実験を行う。その知識を利用して囚人を拷問し、サーセイに気に入られる。ヴァリスの失踪の後、サーセイはついに彼を諜報機関の頭の後釜に据える。無敵の剣士サー・ロバート・ストロングを創造し、〈王の盾〉の一員とする。『ゲーム・オブ・スローンズ』ではアントン・レッサーが演じる。

## クラスター
Craster
〈壁〉の向こう側に住む野人で、〈クラスターの砦〉と呼ばれる大きな住居にすむ。多くの妻を抱え、その間に生まれた娘もまた妻とする。男の子が生まれた場合は森に捨てる。〈冥夜の守人〉とは友好関係にあり、ジオー・モーモントの率いる偵察隊は〈クラスターの砦〉で休息し、食料を分けてもらう。偵察隊が〈最初の人々の拳〉での戦いで大敗した後、不満分子はクラスターが十分に食料を分けないと憤り、反乱を起こしてクラスターとジオーを殺す。『ゲーム・オブ・スローンズ』ではロバート・パフが演じる。

## クリストン・コール
Criston Cole
サー・クリストン・コールはストームランドのドーンとの境界地方出身の騎士。〈王の盾〉の総帥となり、一時はレイニラ王女の恋人となる。後の王位争いにおいてはレイニラ王女と対立する。

## グレイ・ワーム
Grey Worm
グレイ・ワーム、〈灰色の蛆〉はデナーリス・ターガリエンに仕える去勢された歩兵の〈穢れなき軍団〉(〈無垢軍団〉)の司令官である。デナーリスがアスタポア (アスタポール）で〈穢れなき軍団〉を手に入れる以前は、各兵士は固定した名前を持たなかったが、グレイ・ワームは自らこの名前を選ぶ。デナーリスは〈穢れなき軍団〉に自分たちの司令官を選ばせ、グレイ・ワームが選出される。デナーリスの信頼する側近となり、ミーリーン(ミイリーン)の侵略に参加する。『ゲーム・オブ・スローンズ』においてはジェイコブ・アンダーソンが演じる。

## グレイトジョン
Greatjon　
(Jon Umber)　ジョン・アンバー
スターク家の旗主であり、〈最後の炉端城〉(ラスト・ハース城)の城主、アンバー家の当主であり、その巨大な体躯ゆえに”グレイトジョン”と呼ばれることが多い。ロブ・スタークが旗主を呼び集めた時に、家来たちをウィンターフェルに連れて来る。最初は若い公の権威に挑戦するが、ロブの大狼グレイウィンドに二本の指を噛み切られたあとは、ロブの最も熱烈な支持者となる。ロブの軍の先陣を南に率いて〈ささやきの森の合戦〉と〈野営地の合戦〉に参加する。リヴァーランが解放された後、ロブを北の王であると宣言する最初の貴族となる。〈釁られた婚儀〉を生き延び、双子城でフレイ家の捕虜になっていると信じられている。グレイトジョンは『ゲーム・オブ・スローンズ』において、クライブ・マントルが演じる。

## グレガー・クレゲイン
Gregor Clegane
サー・グレガー・クレゲインはクレゲイン家の家長で、サンダー・クレゲインの兄であり、ラニスター家の旗主である。グレガーは8フィート (2.4m)の身長、30ストーン(190kg)もの体重であり、体のほとんどが筋肉で驚くべき膂力を発揮する。”馬を駆る山”あるいは単に”山”とあだ名されている。その板金鎧はあまりに分厚く重いため、他人にはそれを着て戦うどころか動くことすらできない。
その体の大きさと強さのゆえに、極めて強力な戦士であり、残酷性と獣性は恐怖の的である。弟サンダーが7歳の時、12歳のグレガーのおもちゃを盗ったため、グレガーはサンダーの顔を火鉢に押しつけ、火傷を負わせる。噂によれば、グレガーは父親、妹、そして最初の二人の妻を殺し、その城は不気味な所で、召使は説明のつかない失踪をし、番犬さえも広間に入るのを恐れると言う。グレガーは数えられないほどの強姦と殺人を行うが、最も悪名高いのは、〈ロバートの反乱〉において、ラニスター家がキングズランディングを略奪した時の行為である。グレガーは幼児であったエイゴン・ターガリエンの頭を壁に叩きつけて殺し、ドーンのプリンセス・エリアを暴行して殺す。息子の血と脳漿がついた手でその母を犯し、殺したのである。
〈五王の戦い〉の間、 タイウィン・ラニスターに リヴァーランドに送りこまれ、襲撃隊を率いる。グレガーの一隊は、焼き討ち、暴行、拷問、無実の村の皆殺しを行う。ベリック・ドンダリオンがグレガーを捕えるために送りこまれるが、待ち伏せされて殺される。一時期は正体を知らずにアリア・スタークを捕虜にしていたため、アリアの章はグレガーの残虐行為の直接の報告ともなる。
ティリオン・ラニスターがジョフリー・バラシオン殺害の件の潔白を証明するために決闘裁判を要求した時、ティリオンを告発した摂政太后サーセイは、グレガーを自身の擁護者に指名する。オベリン・マーテルは、姉エリアを殺された復讐の機会と見てティリオンの擁護者となる。決闘でオベリンは毒を塗った槍でグレガーを刺すことに成功する。グレガーはエリアを殺したことを認めるが、オベリンの頭蓋骨を潰して殺し、決闘裁判に勝つ。だが毒によって、グレガーは長く苦痛に充ちた死を迎える。死の淵で意識を失い、グレガーはクァイバーンの医学実験のために地下牢に運ばれ、それ以来その姿は見られていない。グレガーの頭蓋骨は、エリア、エイゴン、そしてオベリンの死の償いとしてマーテル家に与えられる。
グレガーは『ゲーム・オブ・スローンズ』のシーズン1では、コナン・スティーブンスが、シーズン2ではイアン・ホワイトが、シーズン4以降ではハフソー・ユリウス・ビョルンソンが演じる。

## コアリーズ・ヴェラリオン
Corlys Velaryon
ターガリエン家の旗主で強大な海軍をもつ有力なドリフトマークのヴェラリオン家の当主。レイニス王女を妻に迎え、〈双竜の舞踏〉では息子と結婚したレイニラ王女を支持する。

## サムウェル・ターリー
Samwell Tarly
サムウェル(サム)・ターリーは視点人物であり、河間平野のタイレル家の旗主である、ホーンヒルの領主ランディル・ターリー公の長男である。臆病で、太っていて自信不足であるが、知的で思慮深い。父はサムに失望し、世継ぎの座を奪って〈壁〉に追放し、弟を後継ぎとする。〈冥夜の守人〉の〈誓願の兄弟〉(ブラザー)に加わった当初は新兵仲間に虐められ、その臆病さを剣術指南のサー・アリザー・ソーンに嘲られる。ジョン・スノウと友達になって庇護を受け、いじめから守ってもらう。誓いを立てた後は、メイスター・エイモンの雑士となり鴉の世話をする。
メイスター・エイモンの代わりに、総帥(司令官)のジオー・モーモントと一緒に壁の向こう側に行く偵察隊に加わる。ジョンは〈冥夜の守人〉のマントに包まれた角笛と黒曜石をサムに渡す。〈クラスターの砦〉で反乱がおきた時、クラスターの娘のジリとその赤子を連れて逃げ出す。〈異形〉が黒曜石に弱いことを発見して殺し、その後は” 異形退治のサム”(“殺し屋サム”)と呼ばれることになる。〈冥夜の守人〉の総帥の選挙で、他の候補者を操ってジョンを支持するように仕向ける。
ジョンの命令によって、サムは治癒者で助言者であるメイスターとなる訓練を受けるため、メイスター・エイモンとジリと共にオールドタウンの〈知識の城〉(〈大城砦〉)に旅をする。航海中に〈冥夜の守人〉の〈誓願の兄弟〉の誓いに反してジリと関係を持ち始め、恥辱の念に駆られる。ジリとその息子を、ホーンヒルの父の本拠に連れて行って安全な暮らしをさせようと考える。亡くなったメイスター・エイモンの命により、メイスターをデナーリス・ターガリエンのもとに送ってもらおうと努める。サムの話を聞いて、魔術師と呼ばれているアーチメイスターのマーウィンが、デナーリスを探すために旅立つ。サムは〈知識の城〉に留まって訓練を受け、その後〈壁〉に戻るつもりである。
『ゲーム・オブ・スローンズ』において、ジョン・ブラッドリーがサムを演じる

## サラドール・サーン
Salladhor Saan
自由都市ライス(リス)の海賊で"ヴァリリアン"の船長であり、艦隊を率いてスタニス・バラシオンの軍に雇われて参加する。ブラックウォーターの戦いでその艦隊はほぼ無傷のまま残るが、約束された支払いが実行されないことに不満を抱き、スタニスのもとを去る。ダヴォス・シーワースとは、彼が密輸業者だったころからの友人である。『ゲーム・オブ・スローンズ』ではルシアン・ムサマティが演じる。

## ザロ・ゾアン・ダクソス
Xaro Xhoan Daxos
クァースの豪商。夏諸島の出身。クァースの代表としてデナーリス・ターガリエンを訪ねて最初にドラゴンを見た3人のうちの一人。デナーリスを自らの邸宅に招待し、〈純粋人〉たちの支持を得ることに助力する。クァースの習慣では結婚した男女は相手の財産の一つをもらいうけることが出来るため、デナーリスのドラゴン目当てに結婚を申し込むが拒絶される。デナーリスが黒魔導師の家を焼き払った後には、クァースを出て行くよう求める。
デナーリスがミーリーンを治めようと苦闘している時、ザロは彼女を訪れ、奴隷商人湾を去ってウェスタロスに向かうなら13隻の船を提供すると申し出る。彼女のせいで奴隷貿易が不振となり、クァースを含む多くのエッソスの都市が苦しんでいたためである。だがデナーリスは拒絶し、ザロはミーリーンを立ち去り、クァースはデナーリスに宣戦布告する。
『ゲーム・オブ・スローンズ』ではノンソー・アノジーが演じる。

## サンダー・クレゲイン
Sandor Clegane 
サンダー・クレゲインはグレガー・クレゲインの弟でありラニスター家の家臣である。彼は疑いようもなく忠実であり、主人の命令によって簡単に人を殺すために”ハウンド”(犬)とあだ名され、シリーズを通して、歯をむき出す犬の頭の形をした独特の兜をつける。 ウェスタロスでも最も危険で熟練した戦士であると考えられている。子供の頃、兄に頭を火鉢に押し付けられて顔に醜い火傷を負ったため、サンダーは兄を憎み、火を恐れるようになる。兄が騎士となり、さらに獣性を増したため、サンダーは騎士を憎み、騎士道を偽善であると見なすようになる。決して騎士にはならないと誓い、”サー”と呼ばれた時には呼び直させる。怒りと憎しみによって苦しめられ、兄を殺すことだけを望む男として描かれている。
サンダーはジョフリー・バラシオンの護衛となり、つねに”犬”と呼ばれる。彼はロラス・タイレル(ティレル)をグレガーの憤怒から救った後、〈王の手〉の馬上試合で優勝する。賞金を飲み尽くした後、彼はサンサ・スタークに魅かれるが、サンサの洗練されたマナーを嘲る。騎士となることを拒否するにもかかわらず、サンダーは〈王の盾〉の騎士に任命され、しばしばサンサを見張ることになる。ジョフリーには忠実であるが、ジョフリーの命じる暴力からしばしばサンサを守る。実際、キングズランディングにいた6人の騎士のうちでサンサを打たなかったのはサンダーだけである。キングズランディングの戦いでナパームのような物質である〈炎素〉(〈燐火〉)が使われ、火を恐れる彼は、戦いから逃亡する。逃亡の前に彼はサンサを探し出し、彼と一緒に連れて行ってもいいと言う。パニックに駆られてサンサは拒否するが、サンダーがどれほど火を怖がっていたのかを理解する。
サンダーはリヴァーランドで放浪者となって〈旗標なき兄弟団〉(〈旗印を持たない結社〉)と自らを呼ぶ無法者の集団に捕えられるが、 アリア・スタークも同じく捕えられている。〈兄弟団〉はラニスター家の残虐行為に対してサンダーを裁判にかける。サンダーは決闘裁判を選択して、炎の剣をふるうベリック・ドンダリオンを破るが、その後〈兄弟団〉は彼の金と持ち物を奪って釈放する。サンダーは ロブ・スタークから身代金をせしめるために、アリアを誘拐する。二人はロブのいる双子城につくが、フレイ家がスターク家を惨殺し、二人は東に逃げる。街道沿いの旅籠で、二人はグレガーの3人の家来たちに遭遇して戦いとなり、3人とも殺したものの、サンダーは重傷を負う。その傷は膿み、アリアは彼を森に置き去りにする。
近くの修道院の長老は”ハウンド”が川の傍で死んでいるのを見つけ、彼を埋葬し、石の塚の上に墓標として兜を残してきたと話す。極悪な犯罪者がその兜を手に入れて、サンダーを装って凌辱と殺戮を行う。その後、兜は〈旗標なき兄弟団〉の手に落ちる。
サンダーは『ゲーム・オブ・スローンズ』において、ロリー・マッキャンが演じる

## サー・ダンカン・ザ・トール
Ser Duncan the Tall
ダンカン・ザ・トールを参照。

## ジオー・モーモント
Jeor Mormont
ジオー・モーモントは“熊親父”として知られる、〈壁〉の〈冥夜の守人〉の総帥である。北部の〈熊の島〉の領主であったが、息子のジョラー・モーモントに地位を譲って〈冥夜の守人〉に加わる。強く、決断力にあふれ、尊敬されている。簡単な言葉を話す大鴉をペットとして飼っている。ジョンを自分付きの雑士とし、指導者として育てようとする。〈異形〉によって甦らされた死体である〈亡者〉に殺されそうになった時、ジョンが〈亡者〉を殺す。感謝の徴として、モーモント家に伝わる剣ロングクロウを、柄頭を熊からスターク家伝統の狼に替えてジョンに贈る。〈亡者〉の復活、行方不明の哨士、そして〈野人〉の軍の噂を調べるため、〈壁〉を越えて調査隊を率いる。その隊は〈野人〉と〈異形〉に襲われ、生き残りを率いて〈野人〉の砦に向かう。ここで隊員が反乱をおこしてモーモントを殺す。死の直前、ジョラーはサムに、自分の代わりにジョラーを許し、〈冥夜の守人〉に加わるよう伝言を依頼する。ジオー・モーモントは、『ゲーム・オブ・スローンズ』でジェームズ・コスモが演じる。

## シェイ
Shae
シェイは狭い海の向こう側の出身の若い従軍売春婦である。シェイを愛したティリオン・ラニスターは父タイウィン・ラニスターに隠れて彼女をサンサ・スタークの侍女とする。だがティリオンの裁判においてシェイはティリオンを裏切り虚偽の証言を行う。牢を脱出したティリオンはタイウィンと共にいるシェイを見つけて殺す。『ゲーム・オブ・スローンズ』ではシベル・ケキリが演じる。

## ジェイン・ウェスタリング
Jeyne Westerling
ラニスター家の旗主であるウェスタリング家のガウエン・ウェスタリングとその妻レディ・サイベルの間に生まれた15歳の娘である。ジェインは若干素朴なところがある、柔らかい物腰の娘であり、高いレベルの政治工作と、遠く離れた地で立てられた計画の犠牲になる。ジェインはロブ・スタークが彼女の父親の城を奪った時にロブに出会う。城で休んでいる時に、ロブはウィンターフェルが奪われ、弟たちが処刑された知らせを聞く。その夜、ジェインは彼を”慰めた”ため、唯一の名誉ある行動は彼女と結婚することとなり、ロブはその通りに行動する。しかしこれにより、彼はフレイ家との結婚の契約を破ってしまう。フレイ家は〈釁られた婚儀〉という形で復讐し、ロブ王を殺す。後に、すべては最初からタイウィン・ラニスターがレディ・サイベルと仕組んだものだったことが明らかになる。ジェインが受胎薬だと思っていたものは、実は避妊薬である。ウェスタリング家はトメン王によって赦免され、立派な領地と名誉を与えられる。ジェイミー・ラニスターはこの取引を尊重し、2年待って、ロブの子が生まれないことを確認した上で、ジェインの再婚を整えることにする。最後にジェインの姿が見られたのは、ラニスター家の一隊と一緒に馬に乗って去るところであり、隊はジェインが誘拐されそうになった場合は殺せと命じられている。彼女は公然と夫の死を悲しみ、母親とは疎遠になっているように見える。
『ゲーム・オブ・スローンズ』では、ジェイン・ウェスタリングは登場せず、代わりにタリサ・マイギアがロブ・スタークの相手となる。

## ジェイン・プール
Jeyne Poole
ウィンターフェルの家令ヴェイヨン・プールの娘でサンサ・スタークの親友であり、サンサと共にキングズランディングに行く。茶色の瞳と黒い髪をしており、非常に美しい娘だとされる。エダード・スタークの逮捕の後、スターク家の家臣たちは殺されるが、ジェインは助命されてサンサと同じ部屋に閉じ込められる。のちにサンサと引き離され、ピーター・ベイリッシュの保護下におかれて売春宿で働かされる。 ラニスター家はジェインをサンサの妹のアリアの身代わりとし、ウィンターフェルでラムジー・スノウと結婚させるために送りだす。シオン・グレイジョイは偽装に気づくが、別人であることはボルトン家も承知している。婚儀の後、ラムジーはジェインを塔に閉じ込め、肉体的そして性的に虐待する。アリアの腹違いの兄のジョン・スノウは、ジェインが本物のアリアであると信じ、マンス・レイダーと6人の〈槍の妻〉を送りだして救出を謀る。シオンとジェインは、城がスタニス・バラシオンの攻撃に備える間に逃げ出し、スタニスの前に連行される。『ゲーム・オブ・スローンズ』ではエキストラとしてのみ登場する。

## ジャクェン・フ=ガー
(ジャケン・フガー)
Jaqen H'ghar
ジャクェン・フ=ガーは、自由都市ブレーヴォス(ブラーボス)の、外見を変えることが出来る暗殺者の組合〈顔のない男たち〉の一員の名である。ジャクェンは、〈赤の王城〉の牢から出され鎖に繋がれて〈壁〉に連れて行かれる途中でアリア・スタークに会う。ラニスター家の旗主が一行を攻撃した時、アリアは彼と捕虜仲間二人を火事から救う。〈ハレンの巨城〉において傭兵としてラニスター家に仕えている時、ジャクェンは再び彼女を見つける。彼女が盗んだ死の対価として、殺すべき3人を選ぶように言うが、他のやり方ではアリアを助けることを拒否する。アリアは二人の敵を指名して殺させたが、もっと重要な敵を殺さなかったことを後悔し、3人目としてジャクェン自身を選ぶ。ジャクェンは自分がアリアの友だと言い、取り消させようとするが、アリアは動じず、ジャクェンは借りを返すことだけに興味があるのであって、真の友ならば〈ハレンの巨城〉に囚われている北部人を解放する手伝いをするはずだと言う。ジャクェンは、彼の名を取り消す条件でアリアを助けることを承知する。北部人を救出した後、ジャクェンはアリアに、看守を殺さなければならなかったために約束以上の数の命を奪ってしまい、借りは返されたと言い、立ち去るべき時であると言う。別れる前、ジャクェンは古い鉄のコインをアリアに与え、助けが欲しい時には自由都市ブレーヴォスから来た誰にでもそのコインを渡し、”ヴァラー・モルグリス”(“ヴァラール・モルグリス”)と言えばよいと教える。彼は魔法によってその外見を変えて新しい顔になり、立ち去る。ジャクェンは『ゲーム・オブ・スローンズ』において、トム・ヴラシアが演じる。

## ジャノス・スリント
Janos Slynt
ジャノス・スリントは〈王都の守人〉(都市警備隊)の総帥として登場する。エダード・スタークがジョフリー・バラシオンを退位させようとしていた時、ピーター・ベイリッシュはジャノスとともにエダードの味方をすると言う。だが実は二人ともラニスター家と通じており、エダードを裏切って逮捕しスターク家の家人を虐殺する。ジャノスはこの功で〈小評議会〉に席を得て、低い身分の生まれにもかかわらず貴族となり、由緒正しい〈ハレンの巨城〉(ハレンホール)の領主とされる。ジャノスの成り上がりはタイウィン・ラニスターをはじめとする貴族を怒らせる。〈王の手〉となったティリオン・ラニスターは、サーセイ・ラニスターの命でジャノスが故ロバート王の私生児の娘を殺したことに怒り、ジャノスを〈壁〉に追放する。
ジャノスはスターク家を憎み、〈壁〉でアリザー・ソーンとともにジョン・スノウに敵対する。イグリットと関係を持ち、〈野人〉と行動を共にした罪でジョンを投獄した後、ジョンを送り出してマンス・レイダーを暗殺させようとするが、スタニス・バラシオンの軍の到着で失敗する。ジャノスは〈冥夜の守人〉の総帥に立候補するが、サムウェル・ターリーの運動によってジョンが選出される。選挙でスタニスの支持を得ようとするが、〈王都の守人〉の総帥として賄賂を受け取っていた件を持ち出され、侮辱される。自分が王であったならば、ジャノスを処刑していたはずだとまでスタニスは言う。
ジャノスは、〈冥夜の守人〉の総帥となったジョンの頭痛の種となり続けるが、父親が裏切られたにもかかわらず、ジョンはジャノスを砦の司令官として活用しようとする。だがジャノスはジョンの命令を拒否し、人前でジョンを侮辱する。ジョンはついにジャノスを自らの手で斬首する。『ゲーム・オブ・スローンズ』ではドミニク・カーターが演じる。

## ジョジェン・リード
Jojen Reed
スターク家の旗主であり、〈灰色沼の物見城〉(グレイウォーター監視所)城主で沼地人を率いるハウランド・リードの息子であり、ミーラ(メーラ)の弟。ウィンターフェルに来た時には13歳だが、真面目で大人びた性格のせいでもっと年上に見える。非常に深い緑の眼をしており、緑の服を着る。予知夢を見る力である〈緑視力〉を持っている。ジョジェンが登場した時、その予知の力はブラン・スタークを驚かせる。しかし、ジョジェンはブランが動物の心に乗り移って操る力を持っていることに気づき、ブランにその力を強めるように導く。ブランは抵抗するが、ジョジェンは勧め続ける。〈三つ目の鴉〉の予知夢のことをブランが話した時、ジョジェンはブランに壁の向こうへ旅し、夢についてもっと多くを探すように勧める。ルース・ボルトンの私生児の息子ラムジーがウィンターフェルを略奪した時、ジョジェン、ミーラ、ブラン、ホーダー、リコン、そしてオシャは城の地下墳墓に隠れる。暴力が止んだ時、グループは二つに分かれ、ジョジェン、ミーラ、ブランそしてホーダーは北に向かう。〈三つ目の鴉〉として知られている不思議な存在を探すために、一行はサムウェル・ターリー と〈冷たい手〉の助けで、〈壁〉の下の秘密の扉を通りぬける。壁を超えて北に向かう旅の途中、ジョジェンの体力は落ち、気分は落ち込み、灰色沼に帰りたいと望む。『ゲーム・オブ・スローンズ』ではトーマス・サングスターが演じる。

## ジョラー・モーモント
Jorah Mormont

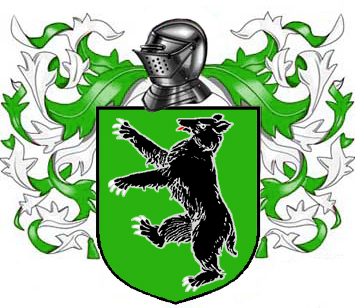
モーモント家の紋章

サー・ジョラー・モーモントは、父であるジオー・モーモントが〈冥夜の守人〉に加わった後に跡を継いだ、北部の〈熊の島〉のかつての領主である。馬上試合で勝った後、高い身分の女性を二度目の妻に迎えることを許される。だが新妻の贅沢な暮しのために借財を負い、奴隷商人に密漁者を売り飛ばした罪で死刑を宣告される。〈冥夜の守人〉に加わることも死ぬことも嫌い、モーモントと妻はライス(リス)に逃げたが、妻は豊かな商人の愛人となって去る。傭兵となり、年齢を重ねていたにもかかわらず優れた戦士として、ドスラク人の間でも有名となる。ジョラーは〈熊の島〉に戻りたいと願う。ヴィセーリスに仕え、彼とその妹デナーリス・ターガリエンの動向を、ロバート・バラシオンのスパイの長であるヴァリスに報告するようになる。王の赦しを得て故郷に帰ることを望んでのことである。ヴィセーリスよりもデナーリスを選んで仕えることになり、最も信頼される家来となる。デナーリスを愛するようになり、自らの報告が招いたデナーリス暗殺の試みを妨げ、ヴァリスへの報告もしないようになる。デナーリスが未亡人となった後もそばに留まり、〈女王の盾〉の第一の騎士となる。
助言者としてデナーリスに仕え、生得の権利によって七王国の女王となれるよう支える。愛を口にし、結婚を求め、デナーリスにはドラゴンを乗りこなす二人の夫が必要であり、自分以上に忠実な男は見つからないと主張する。当初デナーリスを裏切っていたことがバリスタン・セルミーによって暴かれ、ミーリーンを奪うために下水から侵入する危険な任務に送られる。使命を果たした後、許しを請う機会を与えられたが、何も悪いことはしていないと信じ、自分の行動を正当化する。デナーリスはジョラーの行動が、予言された3つの裏切りの一つであると信じ、ジョラーを追放する。追放されたのち、ジョラーはデナーリスの赦しを得るためにティリオン・ラニスターを捕えるが、二人は奴隷商人に捕えられ奴隷とされてしまう。反抗したため、ジョラーは激しく鞭打たれ、危険な奴隷として頬に悪魔の烙印を押される。デナーリスが結婚することを聞いた時、ジョラーは抵抗をやめ、自分の中に引きこもって命令を無視するだけとなる。笑劇の座員として、ティリオンと共に買われるが、主人が疫病で死んだ際に逃亡する。二人はデナーリスを裏切った傭兵軍〈次子〉(〈次男軍団〉)に加わり、再びデナーリスに仕えさせようとする。ジョラー・モーモントは『ゲーム・オブ・スローンズ』において、イアン・グレンが演じる

## ジョン・アンバー
Jon Umber
グレイトジョンを参照

## ジョン・コニントン
Jon Connington
視点人物であるジョン・コニントン公はかつてのバラシオン家の旗主で〈グリフィンの寝ぐら城〉(グリフィンズ・ルースト)城主であり、レイガー・ターガリエンの親友である。物語の15年前、エイリス・ターガリエン二世は、前任者が〈ロバートの反乱〉を鎮圧できなかったため、ジョンを〈王の手〉とする。だが、〈鐘の戦い〉では、エダード・スタークとホスター・タリーの援軍が到着する前に、ストーニーセプトでロバート・バラシオンを捕えることも殺すこともできず、王はジョンの領地と称号を剥奪し追放する。ジョンは狭い海の向こう側に渡り、傭兵軍団である〈黄金兵団〉に加わり、給与を盗んだ罪でそこから追放され、一年後には酔い潰れて死んだとされている。だが、実はジョンの不始末も死もヴァリスによる偽装であったことが明らかになる。レイガーの息子エイゴンも同様に死んだと思われていたが、実はキングズランディングから連れ出され、ジョンが密かに養育する。ジョンはグリフと名乗り、エイゴンはその息子〈若きグリフ〉であると偽る。いずれはウェスタロスを征服し、エイゴンを七王国の王とするつもりである。 デナーリス・ターガリエンの軍勢に加わるため、ヴォランティスに旅をする。旅の途中、ジョンは緩やかに体を固化させ死に至らしめる〈灰鱗病〉に冒される。だがこれを隠し、死ぬ前にエイゴンを王位につけたいと願う。デナーリスがすぐにはウェスタロスを征服する意図がないことがわかり、そのもとに参ずることを止めた〈黄金兵団〉の忠誠を得る。ジョンとエイゴンは内戦のさなかにあるウェスタロスを攻撃することにする。その軍はストームランドに上陸し、〈グリフィンの寝ぐら城〉を含むいくつかの城を奪取する。エイゴンは次にストームズエンド城を攻撃しようと計画する。『ゲーム・オブ・スローンズ』には登場しない。

## シリオ・フォレル
Syrio Forel
シリオは自由都市ブレーヴォスの〈水のダンス〉と呼ばれる優雅な剣技の師であり、かつてブレーヴォスの筆頭剣士である。年寄りではあるが、いまだに驚くほどのスピードと剣技を持っている。エダード・スターク公がアリアが隠し持っていた細身の小剣〈針〉(〈ニードル〉)を見つけた後、その細い刃はブレーヴォスの剣技にふさわしいと信じ、公はシリオを雇ってアリアに剣の使い方を教えさせる。シリオは、戦士のように動き戦うように、アリアに猫を追って街中を走らせるなど特異な教え方をする。知覚を研ぎ澄ませ、優雅に動き、敵を恐れないよう教える。サーセイ 王妃が〈赤の王城〉の全てのスターク家を捕えるか殺すことを命じた時、シリオはアリアの脱出を助け、5人の衛兵と〈王の盾〉の騎士に対し、練習用の木剣だけで戦って時間を稼ぐ。衛兵は倒すが、騎士に木剣を折られ、シリオは武器を失って絶体絶命となる。フォレルは『ゲーム・オブ・スローンズ』においてミルトス・イェロレムーが演じる。

## ジリ
Gilly
ジリは〈野人〉のクラスターの娘で妻である。〈冥夜の守人〉が〈クラスターの砦〉に再集結した時、ジリは男の子を生む。クラスターは子を犠牲に捧げる前に殺され、混乱の中でジリはサムウェル・ターリーとともに逃げ出す。ジョンによって、サムとともに子を連れてオールドタウンに船で向かう。だが実は、"王"の血をひく子を犠牲に捧げようとするメリサンドルを避けるため、子はマンス・レイダーの子とすり替えられている。『ゲーム・オブ・スローンズ』では、ハンナ・マリーが演じる。

## ストロング・ベルウァス
Strong Belwas 
ストロング・ベルウァスは、マジスター・イリリオに仕える太った宦官である。彼は巨躯の恐るべき戦士であり、ミーリーンの闘技場の戦闘奴隷として生きて来る。胸のごく一部しか隠さない革の胴着を除けば、何も防具は付けない。敵に一度切りつけさせてから殺すことを習慣にしているため、その体は多くの傷で飾られている。
ベルウァスは、イリリオによってバリスタン・セルミーと共にデナーリス・ターガリエンを援助するために送りこまれる。はじめバリスタンはベルウァスの従者を装っていたが、その偽装には説得力が欠けている。ベルウァスはデナーリスの護衛の一人として仕えたが、デナーリスは彼を信頼せず、ミーリーン包囲までは彼に有用性を感じない。ミーリーンでは、使い捨てが効くと言う理由で、ベルウァスにミーリーンの英雄と一対一の決闘をさせる。ベルウァスは徒歩で馬上のチャンピオンに立ち向かい、やすやすと敵を倒す。『ゲーム・オブ・スローンズ』には登場しない。

## ダヴォス・シーワース
Davos Seaworth

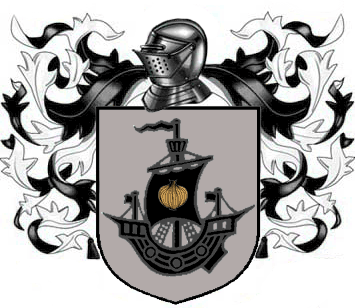
ダヴォス・シーワースの紋章

視点人物であるサー・ダヴォス・シーワースは、〈玉葱の騎士〉と呼ばれるバラシオン家の旗主で、スタニスに仕える前は、七王国で最も悪名高い密輸業者である。〈ロバートの反乱〉の際、ダヴォスは、後にあだ名のもとになる玉葱を含む食糧を、タイレル家の軍勢に包囲されたスタニスの城に運び入れる。その功でスタニスによって騎士とされ、〈怒りの岬〉の城を与えられる。しかしながら、過去の犯罪に対する罰として、スタニスはダヴォスの左手の4本の指の先端を切り落とす。ダヴォスはスタニスの忠実な支持者であり、最も信頼される助言者となる。指を失ったことで良き未来を得られたと信じ、ダヴォスは切り落とされた指を袋に入れ首から下げて持ち運ぶ。
ダヴォスはスタニスのために〈五王の戦い〉で戦い、4人の息子を失う。残った息子の一人のデヴァンは従士としてスタニスに仕える。〈七神正教〉の信者であるがゆえに、ル=ロール(ルラー)の女祭司メリサンドルを信頼しようとしない。メリサンドルのスタニスに及ぼす悪影響を見てとって、彼女を殺そうとする。しかしメリサンドルはこれを予知し、ダヴォスを投獄する。スタニスは後にダヴォスの罪を許し、〈王の手〉とする。ダヴォスは、再びメリサンドルの悪影響と戦い、ロバート・バラシオンの私生児であるエドリック・ストームをドラゴンストーンから逃がし、メリサンドルの儀式の犠牲にならないようにする。メリサンドルの魔術を用いる代わりに、〈冥夜の守人〉の援助に向かうことで支持を集めるようにスタニスに助言し、受け入れられる。スタニスは、マンダリー家と交渉させるためにダヴォスをホワイト・ハーバーに送る。サーセイはマンダリー公に対し、捕えている世継ぎの身代金代わりにダヴォスを処刑するように要求する。報告によれば、ダヴォスの頭と手がホワイト・ハーバーの壁を飾っている。だが、実はよく似た囚人をマンダリー家が代わりに処刑したものである。ダヴォスは快適な牢に密かに留め置かれ、マンダリー家の息子が返還された際に釈放される。密輸業者としての経験を活用して、死んでいたと思われている、マンダリー家の主君家の男性の世継ぎであるリコン・スタークを連れ戻せば、ホワイト・ハーバーはスタニスを支持することを誓い、北部の多くの領主も続くだろうとワイマンは約束する。だが、リコンが危険な食人族の住むスカゴス島にいることを知って、牢に戻ることを考える。
ダヴォスは『ゲーム・オブ・スローンズ』において、リアム・カニンガムが演じる。リアムが左利きであるため、左手ではなく右手の指が短くされている。

## タリサ・マイギア
Talisa Maegyr
ジェイン・ウェスタリングの代わりに、『ゲーム・オブ・スローンズ』で登場する ヴォランティス出身の治療者であり、〈五王の戦い〉の戦場で死傷者を治療している時にロブ・スタークと知り合う。ウォルダー・フレイの孫娘と結婚する約束があるにもかかわらず、ロブはタリサと結婚し、フレイ家を怒らせる。タリサは身ごもるが、子の名前をロブと話し合った直後に、〈釁られた婚儀〉で腹部を何度も突き刺され、ロブの腕の中で死ぬ。直後にロブも殺される。タリサはウーナ・チャップリンが演じる。

## ダンカン・ザ・トール
Duncan the Tall
サー・ダンカン・ザ・トール(〈長身のサー・ダンカン〉)は伝説的な騎士であり、多くの歌と物語に取り上げられる。中編シリーズ『ダンクとエッグの物語』の主人公の一人である。キングズランディングの〈蚤の底〉出身の〈草臥しの騎士〉(放浪の騎士)であったが、エッグと呼ばれる少年と特別な友情で結ばれ、やがてエッグはプリンス・メイカー・ターガリエンの息子エイゴンであることがわかる。二人は多くの冒険を共にするが、後にエッグはエイゴン・ターガリエン五世として王位につくことになる。サー・ダンカンは〈王の盾〉に任用され、ついには総帥となる。エッグの兄エイモンがメイスターとして、ブリンデン・リヴァーズが囚人として〈壁〉に送られるときには〈東の物見城〉まで付き添う。ターガリエン家の夏の城館であるサマーホールの火事において、エッグの側で死を迎える。

## タースのブライエニー
Brienne of Tarth　（タースのブリエンヌ）
視点人物であるブライエニーは、タース島の”宵の明星”城の城主、セルウィン公の唯一の娘であり世継ぎである。ブライエニーは熟練の戦士であり、妻よりは騎士になりたいと思う。その異常な大きさと、強さと、女性的な特徴の欠如のために、”怪物”扱いをされることが多いが、その境遇と世間の意地悪な目にもかかわらず、彼女は正直で頑固で、概して世間知らずである。ブライエニーは、模擬合戦(大乱闘試合)の勝利によって レンリー・バラシオンの〈虹の盾〉(〈虹の騎士団〉)の地位を得て、レンリーに恋する。レンリーが暗殺された時に居合わせ、犯人として誤って告発される。 キャトリン・スタークと共に逃走してキャトリンに仕えるようになる。キャトリンは、サンサとアリアを、ジェイミー・ラニスターと交換することを求めて、ブライエニーにジェイミーを連行してキングズランディングに向かわせる。だがブライエニーとジェイミーは〈勇武党〉に捕われてしまう。捕われの間、二人は抵抗を覚えながらも互いに敬意を抱くようになり、ついには、ジェイミーは命を危険にさらして、熊の穴でブライエニーが殺されそうになるところを救う。ブライエニーは極めて熟練した戦士であり、ある試合ではジェイミーと渡り合えた程である(ただしこれはジェイミーが何カ月も牢に入っていた直後のことで、足鎖もまだつけられている)。ほとんどの男が彼女の強さを過小評価してしまうことも有利に働く。
キャトリンの死後、ジェイミーは父から贈られた〈ヴァリリア鋼〉の長剣オウスキーパー(〈誓約の守り手〉)をブライエニーに与え、サンサ・スタークを探す旅に送り出す。この剣はエダード・スタークの大剣アイスが溶かされ二振りの剣として鍛えなおされたうちの一方である。ブライエニーはサンサを探してリヴァーランドを彷徨う。今は生きた骸と化し、〈石の心〉を名乗るキャトリン・スタークに率いられる〈旗標なき兄弟団〉に捕えられる。キャトリンは、サンサを探していると言うブライエニーの話を信じず、ジェイミーを殺せと命令し、さもなければ処刑すると迫る。ブライエニーは選択を拒否し、10歳の従者ポドリックと共に絞首刑を宣告される。縄の結び目が締まった時にブライエニーはある言葉を叫ぶ。その後に姿を現した時は、傷つき、年をとったように見える。サンダー・クレゲインからサンサを救い出す助力をジェイミーに請い、一人で来ないとサンダーがサンサを殺すと言う。だが実際は、サンサはアリンの谷間に隠れており、サンダーは死んだと報告されている。ブライエニーはダンカン・ザ・トールの子孫であることが示唆されている。
ブライエニーは『ゲーム・オブ・スローンズ』において、グェンドリン・クリスティーが演じる。

## ダーリオ・ナハーリス
Daario Naharis
ダーリオ・ナハーリスは傭兵部隊である〈襲鴉〉（〈嵐鴉軍団〉）の司令官である。三叉に分けた顎髭を青く染めた派手な外見のタイロシュ人である。デナーリス・ターガリエンの軍がユンカイを包囲した時、〈襲鴉〉はユンカイを防衛しており、他の二人の司令官と共にデナーリスとの和平交渉に赴く。デナーリスが軍団の寝返りを求めた時、他の二人は拒否したが、ダーリオはこの二人を殺し、軍団の忠誠の対象をデナーリスに移す。その後は軍団を率いてデナーリスの軍に加わりミーリーンを征服する。その後はデナーリスの愛人となる。『ゲーム・オブ・スローンズ』第3シーズンでは〈次子〉軍団の司令官の一人となっている。第3シーズンではエド・スクレインが演じ、第4シーズン以降ではミキール・ハースマンが演じている。

## ティコ・ネストリス
Tycho Nestoris
ティコ・ネストリスはブレーヴォスの〈鉄の銀行〉の使節である。〈鉄の玉座〉の負債の返済をスタニス・バラシオンと交渉するために〈壁〉に送られる。ジョン・スノウと交渉して、船を貸し出し、食料を購入するための資金を貸し付ける。〈冥夜の守人〉に案内されて、〈黒の城〉を去ってウィンターフェルに侵攻中のスタニスに会いに行く。『ゲーム・オブ・スローンズ』ではマーク・ゲイティスが演じる。

## トアマンド
Tormund
〈巨人殺し〉トアマンドは〈野人〉の戦頭であり、ほら話の好きな陽気な男である。ジョン・スノウが最初にマンス・レイダーに会った時、テントに居合わせる。その後ジョンとイグリットはトアマンドの隊と行動を共にする。ジョンが〈冥夜の守人〉に復帰してから再びマンス・レイダーに会いに来た時に、ジョンを迎えてマンスのもとに連れて行く。スタニス・バラシオンの軍がマンスの軍を打ち破った後は、残軍の指導者になる。ジョンがヴァルを送り出して呼びかけた講和に応じ、〈壁〉に残軍を連れてやって来る。交渉の結果、〈野人〉は貴重品と人質の子供たちを差し出し、その代わりに〈壁〉を通り抜ける。〈野人〉の戦士たちは〈壁〉沿いの無人の城に駐屯して〈異形〉から〈壁〉を守り、それ以外の〈野人〉たちはギフトおよびニューギフトに住むことになる。『ゲーム・オブ・スローンズ』ではクリストファー・ヒヴュが演じる。

## パイセル
Pycelle
パイセルは高齢のメイスターであり、過去数十年にわたって、多くの王の〈小評議会〉に、王の治療者かつ学者であるグランド・メイスターとして仕えて来る。知性と高い教育はあるものの、王の宮廷での彼の貢献度は老齢と共に減じつつあり、しばしば会議の途中に寝てしまう。ラニスター家のため、しばしば王を裏切って来る。〈ロバートの反乱〉において、タイウィン・ラニスターの軍勢が援軍であるとエイリス二世王に信じ込ませて王都の城門を開かせる。 ジョン・アリンがサーセイ・ラニスターの子の本当の父親を暴きだすのを恐れ、死ぬに任せる。 このことを知ったティリオン・ラニスターに投獄される。パイセルの自信は揺らぎ、耄碌したものと見なされる。サーセイの決定にも異を唱えるようになり、サーセイはパイセルの更迭を考え始める。サーセイが逮捕されると、王の〈小評議会〉を自由にし、ケヴァン・ラニスターに七王国の摂政職を提供する。ケヴァンが摂政となった後は二人で七王国の秩序を取り戻し始めるが、二人の指導力がエイゴン・ターガリエンの王位奪回を危うくすることを恐れた ヴァリスに殺される。パイセルは『ゲーム・オブ・スローンズ』において、ジュリアン・グローヴァーが演じる

## バウエン・マーシュ
Bowen Marsh
バウエン・マーシュは、〈冥夜の守人〉の雑士長であり〈黒の城〉に勤務する。補給、資金、平坦および通信など、毎日の運営に責任を持つ。総帥としてのジョン・スノウの決断を疑い、〈冥夜の守人〉の将来に不安を抱くようになり、仲間と共にジョンを刺す。『ゲーム・オブ・スローンズ』において、マイケル・コンドロンが演じる

## バリスタン・セルミー
Barristan Selmy
“豪胆”サー・バリスタン・セルミーはウェスタロスで名高い英雄であり、〈王の盾〉の総帥であり、視点人物となる。60歳を超えているが、いまだに素晴らしい戦士であり、ウェスタロスで最も尊敬される存命の騎士である。人生のほとんどを〈王の盾〉の一員として過ごし、3人の王に仕える。有名な武勲としては、〈九賤王の戦い〉でブラックファイアの僭称者たちの最後の者を殺したこと、〈ダスケンデールの反乱〉で捕虜となったエイリス・ターガリエン二世を救いだしたこと、キングズウッドの無法者集団の頭を殺したこと、そしてベイロン(バロン)・グレイジョイの反乱ではオールド・ウィクへの攻撃を率いたことがあげられる。セルミーは23歳で〈王の盾〉に入団し、ジェヘアリーズ・ターガリエン二世、狂王エイリス・ターガリエン二世、そしてロバート・バラシオンに仕える。ロバートの反乱の間はターガリエン家に忠実であったが、ロバートの赦免を得てからはロバートの死まで〈王の盾〉の総帥の地位を守る。だが新王ジョフリー・バラシオンがジェイミー・ラニスターを総帥とするためにセルミーを罷免する。代わりに差し出された領地を拒否し王の前で怒りの言葉を発する。ジョフリーはこれに怒り〈王都の守人〉を差し向け逮捕しようとするが、セルミーは逃亡して王都に身を潜め、エダード・スタークの処刑を目撃する。セルミーは自らの人生を振り返り、真の王を探して仕える使命を自らに課す。探求の旅に出て、”アースタン・ホワイトベアード”の偽名を用いて、追放中のプリンセス・デナーリス・ターガリエンに仕え、デナーリスが健全な心の持ち主かどうかを確認する。自らの正体を明らかにし、同時にジョラー・モーモントがかつてロバート王のスパイであったことを暴露する。セルミーはミーリーンを侵略するために、下水を通って忍び込む危険な任務に送られる。任務は成功し、セルミーはデナーリスの家族を裏切ったことの許しを請う。デナーリスはセルミーを赦免し、〈女王の盾〉の総帥とする。デナーリスがドロゴンと共に失踪し死んだと思われた時、その夫ヒズダール・ゾ・ロラクは〈女王の盾〉を解散する。セルミーはデナーリスが存命であると信じ、ヒズダールの権力を奪う。〈女王の手〉として、渋々ミーリーンを治め、デナーリスが戻るまで、疫病と、制御不可能となったデナーリスのドラゴンの怒りと、戦争からミーリーンを救おうとする。セルミーは『ゲーム・オブ・スローンズ』でイアン・マッケルヒニーが演じる。

## ピーター・ベイリッシュ
Petyr Baelish (ピーター・ベーリッシュ)
ピーター・ベイリッシュ公は”リトルフィンガー”とあだ名され、シリーズ当初は七王国の大蔵大臣を務めている。財政と宮廷の陰謀に長けた野望に充ちた男である。貴族ではあるものの、先祖伝来の領地は、アリンの谷間領にあるフィンガーズ岬の極めて小さく貧しい土地にすぎない。ピーターは、リヴァーランで里子として養育され、ホスター・タリーの娘キャトリン・タリーを愛するようになり、ライサ(リサ)・タリーに愛されるようになる。キャトリンを巡って、その婚約者であったブランドン・スタークに決闘を挑んだが敗れ、キャトリンの命請いで助命される。療養している間、ライサと性的関係を持ち、身籠らせる。ライサの父ホスター・タリーは身分の低すぎるピーターを家から追い出し、ライサを騙して堕胎薬を飲ませる。この事件の後もライサはピーターを愛し、老いた夫のジョン・アリンに頼んでピーターを王の税関の職に就かせる。すぐれた財政手腕によって、彼は瞬く間に大蔵大臣の地位に登る。物語の直前に、ライサを説いて夫を毒殺させ、それをラニスター家の仕業にする手紙を書かせる。キャトリンの息子の暗殺の試みに使われた短剣がティリオン・ラニスターの物だと嘘をつき、スターク家とラニスター家の関係を崩壊させる。エダード・スタークがジョン・アリンの死を調査することを助ける。サーセイ・ラニスターの子供たちがロバート王の子ではないことを公表することを助けるとエダードに約束するが、エダードを裏切り、逮捕させる。
タイレル家とラニスター家の同盟を結び、タイレル家の軍と共に戻って王都を救う。この功により、ピーターは、王国で最も大きな城である〈ハレンの巨城〉と、戦争に引き裂かれたリヴァーランドの名目上の地位を与えられ、これでベイリッシュは大貴族となる。この地位を手に入れたことで、ピーターは未亡人となったライサと結婚できるようになる。この結婚によって〈五王の戦い〉で中立を保った 〈アリンの谷間〉もラニスター家の支配下に置かれることになる。ピーターはすぐに谷間に行かず身を隠し、オレナ・レッドワインと共に、婚儀の宴でジョフリー王を暗殺し、またしてもティリオンに濡れ衣を着せる。ピーターはこの混乱に乗じてサンサ・スタークをキングズランディングから脱出させ、私生児の娘として〈アリンの谷間〉に連れて行き、ライサと結婚する。ピーターがサンサにキスをしているところをライサが目撃し激怒しサンサを殺そうとするが、ピーターはライサを高巣城(アイリー)の扉から突き落として殺す。ライサの息子であるロバート・アリンを保護する”谷の守護者”となる。谷の諸公はピーターを追放しようとするが、ピーターは手練手管によって諸侯を味方につける。病弱なロバートの世継ぎであるハロルド・ハーディングとサンサを結婚させ、結婚式でその血筋を発表することで、サンサに北部を取り戻させようと計画する。ピーター・ベイリッシュは、『ゲーム・オブ・スローンズ』においてはエイダン・ギレンが演じる。

## ヒズダール・ゾ・ロラク
ミーリーンの高貴かつ富裕な一族。デナーリスが闘技場を廃止した後に下落した闘技場の株を買い占める。〈ハーピーの息子たち〉による暗殺を止める約束を果たしてデナーリスと結婚した後には闘技場を再開する。デナーリスを毒殺しようとし、デナーリスの不在の間はミーリーンの権力を握るが、バリスタン・セルミーによって引きずり下ろされる。『ゲーム・オブ・スローンズ』ではジョエル・フライが演じる。

## ブロン
Bronn
ブロンは戦いに長けた傭兵である。痩せて、狼のような外見を持ち、乾いたユーモアと、非道徳的ではあるが実際的な哲学の持ち主である。キャトリン・スタークが、旅籠で居合わせた全ての男に、息子の暗殺未遂の罪でティリオン・ラニスターの逮捕に協力することを求めたとき、その場に居合わせる。ティリオンを〈アリンの谷間〉の高巣城に護送する手伝いをするが、決闘裁判では、報酬を期待してティリオンの擁護者となる。戦いに勝った後は、用心棒としてティリオンに仕えることになる。キングズランディングでは、ティリオンの右腕となり、しばしば友のように接する。王都を防衛した貢献により、騎士に叙される。”ブラックウォーターのサー・ブロン”と称し、戦いでの役割を記念して、スモークグレイの地に緑の燃え上る鎖を紋章とする。
ジョフリー・バラシオン殺害の容疑でティリオンが逮捕された後、サー・グレガー・クレゲインを相手にする決闘でティリオンの擁護者となるより、ティリオンを見捨てることを選ぶ。その代わり、金持ちのストークワース(ストークワス)家に婿入りさせるというサーセイ・ラニスターの提案を受ける。妻ロリスが暴行されて生まれた子をティリオンと名づけた時、サーセイはブロンがいまだにティリオンとつながっていることを恐れて、レディ・ストークワースである義理の姉ファリース(ファリーズ)とその夫バルマン・バーチに、ブロンを事故で死なせるよう命じる。だが、愚かにもバルマンはブロンに正面から決闘を挑んで殺され、ファリースは城から追い出され、陰謀の暴露を恐れるサーセイに殺される。義理の兄の死によって、ブロンがストークワースの守護代となる。
ブロンは『ゲーム・オブ・スローンズ』において、ジェローム・フリンが演じる。

## ベイロン・スワン
Balon Swann
ベイロン・スワンはスワン家の次男で騎士であり、キングズランディングの宮廷に仕える優れた戦士である。〈王の手〉主催の武術競技会に出場するがグレガー・クレゲインに馬上試合で敗れ、弓の試合では二位となる。キングズランディングの暴動でプレストン・グリーンフィールドが死んだ後には〈王の盾〉に加えられる。〈ブラックウォーターの戦い〉ではティリオン・ラニスターと共に戦って〈王の盾〉の騎士にふさわしいことを証明し、生き残る。ジェイミー・ラニスターはサー・スワンが白いマントにふさわしい勇敢な騎士であると認め、〈王の盾〉ではおそらくただひとり名誉をそなえた人物であると見なす。サー・スワンはドーラン・マーテルを懐柔するため、グレガー・クレゲインの首をドーンに運び献上する。だがドーランが〈砂蛇〉たちに語るところでは、サー・スワンはサーセイの陰謀の一翼を担っており、トリスタンを殺して罪をティリオンになすりつける予定である。ドーランのキングズランディングにおける情報源によれば、トリスタンの旅の一行は「半人前！」と叫ぶ無法者たちに襲撃され、サー・スワンはティリオンの姿を目撃することになっている。ドーランによれば、サー・スワンはこの陰謀に賛成ではないが、〈王の盾〉として、個人的感情にかかわらず命令に服さなければならない。時間を稼ぐため、ドーランはサー・スワンを説得して、プリンセス・ミアセラに傷を負わせた〈暗黒星〉ジェラルド・デインを討つようにしむける。サー・スワンは〈砂蛇〉のオバラ・サンドに案内され、ジェラルド・デインの逃げ込んだデイン家の城〈孤高の隠遁城〉に向かう。『ゲーム・オブ・スローンズ』には登場しない。

## ベリック・ドンダリオン
Beric Dondarrion
ベリック・ドンダリオンはブラックヘイブン公であり、武芸に優れたハンサムで勇猛な若い貴族として描かれている。〈王の手〉として、エダード・スタークは、グレガー・クレゲインを逮捕してリヴァーランドに平和をもたらすためにドンダリオンを送り出すが、ラニスター家に待ち伏せされ殺される。仲間のミアのソロスは、葬儀でベリックを偶然に魔法で蘇らせてしまう。その後ドンダリオンとその部下たちは〈旗標なき兄弟団〉という名の無法者の集団を結成し、リヴァーランドを荒らす侵略者たちを相手にゲリラ戦を始める。その成功によって、彼はドンダリオン家の紋章にちなんで〈稲妻公〉と呼ばれるようになる。ドンダリオンは6度殺されその度に復活させられる。復活の度に、彼は体の一部と記憶を失い、その外見は死骸に近づいて行く。彼とその家来はキャトリン・スタークの死骸を見つける。ドンダリオンは自ら彼女に再生の儀式を施し、彼女を復活させるが、ひきかえに自らの命を永遠に失うことになる。『ゲーム・オブ・スローンズ』ではリチャード・ドーマーが演じる。

## ベン・プラム
Ben Plumm
ベン・プラムは傭兵軍団〈次子〉の司令官である。褐色の肌の初老の男であり、褐色のベン・プラムと呼ばれる。ユンカイを防衛していた〈次子〉が酔いつぶれている間にデナーリス・ターガリエンがユンカイを征服した時、司令官のメロは姿を消し、代わりにベン・プラムが選挙によって軍団の新しい司令官に選ばれる。その後は軍団を率いてデナーリスの軍に加わり、ミーリーンを征服する。デナーリスを裏切って敵の側につき、ラニスター家の富とひきかえにティリオン・ラニスターを軍団に加える。ウェスタロスのプラム家の出身であり、祖先にはターガリエン家の血が入っていると言う。『ゲーム・オブ・スローンズ』には登場しない。

## ホーダー
Hodor
ホーダーはウィンターフェルで馬丁として働く、単純な心を持つ大男であり、”婆や”の曾孫である。本当の名前はウォルダーなのだが、”ホーダー“としか口にしないため、この名前で呼ばれる。”ホーダー”が何で、なぜ彼がそう言うのかだれも知らない。彼は親しみやすく子供っぽい性格であり、怪力のわりには怖がりである。ブラン・スタークの体が不自由となった後、ホーダーはブランを柳細工のバスケットに入れて背負って運ぶようになる。ホーダーは時折ブランの命令にうまく従えないこともある。大きな体、薄い体毛と未発達の知性を見て、オシャはホーダーの先祖に〈巨人〉の血が混じっているのではないかと疑う。ブランがミーラ・リードとジョジェン・リードの姉弟と、占領されたウィンターフェルを抜け出した時、ホーダーも同行する。ブランは彼の心に乗り移ってコントロールすることが出来るが、ホーダーはこの経験に怯える。『ゲーム・オブ・スローンズ』ではクリスチャン・ナイアンが演じる。同ドラマシリーズでは、ウォルダー・フレイとの混同を避けるために本当の名前はウィリスに変えられた。

## ポドリック・ペイン
Podrick Payne

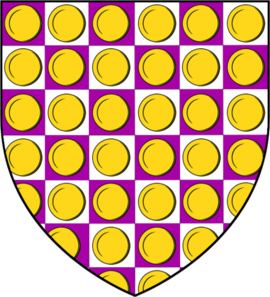
ペイン家の紋章

サー・イリーン・ペインの遠戚であり、ティリオン・ラニスターの従者となる。ポドリックは極めて内気で、どもりのある神経質な少年であるが、有能で忠実な従者でもある。〈ブラックウォーターの戦い〉の間、ポドリックはティリオンの横で馬を駆り、〈王の盾〉のマンドン・ムーアによる暗殺の試みからティリオンの命を救う。ティリオンが父親のタイウィンを殺して失踪するまで、ポドリックはティリオンの従者として仕える。以降は、ティリオンの妻であるサンサ・スタークを探していることを知って、ブライエニーについて回る。やがてポドリックはブライエニーの従士となって、ティリオンと同じように仕える。ブライエニーとともに〈旗標なき兄弟団〉に捕えられ、レディ・キャトリンが甦った姿であるレディ・ストーンハート(〈石の心〉)に、ティリオンの従者であった罪で絞首刑を宣告される。『ゲーム・オブ・スローンズ』ではダニエル・ポートマンが演じる。

## マンス・レイダー
Mance Rayder
マンスは、誓いを破って脱走するまでは、〈冥夜の守人〉の一員である。それ以来、彼は〈野人〉の間で影響力を次第に強め、〈壁の向こうの王〉と呼ばれるまでになる。マンスは自らの命令の下で〈野人〉を連合させ、〈壁〉を南側から攻撃する。数的不利にもかかわらず、ジョン・スノウはマンスの先鋒隊を退ける。〈野人〉の本軍が〈壁〉の北に迫った時、ジョンは講和を装ってマンスを暗殺するために送られる。マンスは〈壁〉を崩す魔法の〈冬の角笛〉を持っており、壁を超えられなければ使うつもりだと言う。だが〈壁〉を〈異形〉と〈野人〉の間に置いておきたいため、できれば〈壁〉を壊したくはないと言う。ウェスタロスの北辺の地に住む権利と角笛を交換しようとジョンに申し出る。そこにスタニスの予想外の援軍が到着して、〈野人〉の軍を壊滅させる。スタニスはマンスを生きながら火あぶりの刑にする。だが、後にジョンは、メリサンドルがマンスを魔法で別の〈野人〉とすり替えていたことに気づく。〈冥夜の守人〉の総帥となったジョンの命令により、マンスは6人の〈槍の妻〉を伴って、ウィンターフェルに行き、吟遊詩人と洗濯女を装ってアリア・スタークを救い出そうとするが、実はジェイン・プールであるとは知らない。密かにルース・ボルトンの部下を何人も殺し、ウィンターフェルに緊張状態を作り出し、ジェインを連れ出すためシオン・グレイジョイの助力を得る。だがマンスと〈槍の妻〉たちは城内に残される。ラムジー・スノウがジョンに書いた手紙では、〈野人〉たちは捕えられ、マンスは雪の降る野外の牢に入れられ、〈槍の妻〉たちの皮膚を外套にして寒さをしのんでいるとある。だが手紙には嘘が並べられ、マンスの実際の運命は確認されていない。『ゲーム・オブ・スローンズ』で、マンスはキアラン・ハインズが演じる。

## ミアのソロス
Thoros of Myr
ソロスは、太陽神ル=ロールの〈紅の祭司〉であり、自由都市ミアの出身である。炎に取りつかれたエイリス・ターガリエン二世を改宗させるためにキングズランディングに送りこまれる。改宗は上手く行かず、ソロスは自らの宗教を疑い始める。〈ロバートの反乱〉の後は、彼は ロバート王の飲み友達となる。ソロスは、炎に包まれた剣をふるう、恐るべき戦士である。 グレガー・クレゲインを捕えようとするベリック・ドンダリオンの一行に加わる。ドンダリオンが殺された後、葬儀で意図せずにドンダリオンを復活させてしまう。二人は、リヴァーランドを略奪者から民衆を守るために、〈旗標なき兄弟団〉と称する無法者の集団を作る。無法者として、ソロスは精神的な目覚めを体験し、炎の中に幻を見、血と祈りによって剣を燃え立たせることなど、以前は出来なかった技を行えるようになる。方法を理解できないながら、何度もドンダリオンを復活させる。その動機や方法には賛成できないにもかかわらず、〈石の心〉に〈兄弟団〉を率いさせる。キャトリンが〈兄弟団〉にもたらした変化によって、ソロスの気分と自信はさらに落ち込んでいく。『ゲーム・オブ・スローンズ』ではポール・ケイが演じる。

## ミーラ・リード
Meera Reed
スターク家の旗主であり、灰色沼の物見城の城主であるハウランド・リードの娘であり、ジョジェンの姉。ミーラは背が低く痩せていて、長い茶色の髪と緑の眼をしている。熟練した狩人であり、特に小さな網と小さな三叉の蛙猟の槍を巧みに使いこなす。ミーラと弟は、ウィンターフェルの収穫祭でブラン・スタークに出会う。シオン・グレイジョイによって城が占領された後、ブランとジョジェンと共に逃げ、〈壁〉の北に逃げる。ミーラは弱る弟を心配しながら一行を率い、狩りで食糧を手に入れる。ブランが彼女に魅かれていることが示唆されている。『ゲーム・オブ・スローンズ』ではエリー・ケンドリックが演じる。

## ミッサンデイ
Missandei
ミッサンデイはアスタポアの奴隷商人クラズニスに通訳として仕えるナース出身の奴隷である。デナーリスと〈穢れなき軍団〉を売る取引をする時、クラズニスは軍団に命令するための通訳としてミッサンデイを与える。その後はデナーリスに仕える。『ゲーム・オブ・スローンズ』ではナタリー・エマニュエルが演じる。

## メリサンドル
Melisandre
視点人物であるアッシャイのレディ・メリサンドルは、スタニス・バラシオンに仕えるル=ロールの女祭司である。常に赤い衣装を纏い、ハート形の顔と赤い眼をした、美しい女性であり、〈紅の女〉とも呼ばれる。魔法の技と予言視を行い、食べる必要も眠る必要もない。人当たりがよく控えめで普段は親しみやすい人柄を見せるが、彼女のそばに居るだけで怯える者が多い。ウェスタロスの他の宗教を敵視し、他の神は悪魔であり滅ぼす必要があると信じている。
メリサンドルはスタニスの妻セリースをル=ロールの信者とし、スタニスが、ル=ロールと〈異形〉の戦いを終結させる救世主の如き”アゾル・アハイ”(“エイゾール・アハイ”)であるとスタニスに信じ込ませる。そしてル=ロールの宿敵である〈偉大なる他者〉と戦うために必要な力を得られるようスタニスの助言者となる。魔法を使って、影の如き存在に、スタニスのライバルである弟レンリー・バラシオンを殺させる。メリサンドルは他にもスタニスの敵を殺したと主張するが、物語では彼女がどのように敵を死に至らしめたのか説明されていない。異質な宗教、攻撃的な助言、そして不思議な力ゆえに、スタニスの支持者の中には彼女を好まず、スタニスを堕落させていると信じ、〈七神正教〉の信仰にしがみつく者もいる。魔力によって、メリサンドルは、不満を抱えたスタニスの支持者による暗殺の試みを逃れる。ダヴォス・シーワースもメリサンドルを殺そうとするが、メリサンドルはスタニスに忠実なダヴォスを信頼する。スタニスと共に〈壁〉に行くが、重大な使命があるとしてウィンターフェル侵攻には加わらず、〈壁〉に留まる。メリサンドルは、『ゲーム・オブ・スローンズ』において、カリス・ファン・ハウテンが演じる。

## ヨーレン
Yoren
ヨーレンは〈冥夜の守人〉の〈誓約の兄弟〉である。〈さまよい鴉〉と呼ばれる新兵募集係であり、〈誓約の兄弟〉とするために、七王国中を旅して新兵と囚人を〈壁〉に連れ帰る。ティリオン・ラニスターが〈壁〉からキングズランディングに旅する時に同行し、キャトリン・タリーがティリオンを逮捕する場面に居合わせる。ヨーレンはキングズランディングに急行し、エダード・スタークに知らせる。エダード・スタークが処刑された時には、群衆の中に居てアリア・スタークの目から処刑の場面を隠す。アリアの髪を切って新兵の男の子であるように見せかけて王都を抜けだし、〈壁〉に行く途中のウィンターフェルで別れようとする。だがエイモリー・ローチに率いられたラニスター家の兵士が彼の一行を襲った時に殺される。ヨーレンは『ゲーム・オブ・スローンズ』において、フランシス・マギーが演じる。

## ラムジー・スノウ
Ramsay Snow
ラムジーは、ルース・ボルトン公の認知された私生児であり、ボルトンの私生児、あるいはドレッドフォートの私生児と呼ばれる。ラムジーは肉付きがよく、ふっくらとした唇と長い髪と、父と同じく奇妙に青白い目を持つ。ルースが冷酷で計算高い一方で、ラムジーは悪意に充ちて予測不能であり、拷問を楽しむ。敵の皮を剥ぐという、ボルトン家の古の慣習を熱心に実践する。
父が戦争に出かけていた間、ラムジーはドレッドフォートで軍勢を集める。隣の領地のホーンウッド家がその領主も世継ぎも失ったと聞きつけた時、彼は未亡人となったレディ・ドネルラ・ホーンウッドを誘拐し無理やり結婚する。床入りを済ませた後、無理やり彼を世継ぎに指名させ、塔の独房に閉じ込めて食べ物を与えず飢え死にさせる。この罪を裁かれそうになった時、家来のリーク(”くさや”)、を装ったまま、捕えられてウィンターフェルに連れて来られる。シオン・グレイジョイがウィンターフェルを奪った後、リークとしてシオンに服従を誓い解放される。スターク家の軍がウィンターフェルに押し寄せた時、ドレッドフォートから数百人のボルトン家の兵士と共に戻り、味方だと思い気を許したスターク軍を城の外で襲う。城の門が開かれると、今度は城を守っていた鉄諸島の軍に刃を向け、正体を明らかにし、シオンを捕虜にしてウィンターフェルを焼き尽くす。シオンをドレッドフォートの囚人とし、皮を少しずつ剥ぐ。
〈釁られた婚儀〉の後、トメン王は、ルース公の求めに応じてラムジーを嫡出子と認め、ラムジー・ボルトンとする。この後、ラムジーを私生児あるいはスノウと呼ぶ者に対しては暴力で思い知らせることになる。男の世継ぎを失ったウィンターフェルの領主となるため、アリア・スタークを装っている娘ジェイン・プールと婚約する。結婚した後は、ジェインを性的にそして肉体的に虐待する。ジェインとシオンがマンス・レイダーの助けで脱出した後、ジョン・スノウに手紙を送り、マンスを捕え、ウィンターフェルを攻撃したスタニス・バラシオンを殺したと書いてよこす。手紙でシオンとジェインを返すように要求し、スタニスの家族らを捕虜として要求する。拒否した場合、ジョンを殺し、〈冥夜の守人〉を叩き潰すと脅す。
ラムジー・スノウは『ゲーム・オブ・スローンズ』でイワン・リオンが演じる。

## ラリス・ストロング
Larys Strong
〈ハレンの巨城〉の城主。父で〈王の手〉ライオネル・ストロングと兄でレイニラ王女の恋人のハーウィン・ストロングが不審な火事で死亡したのちに父の跡を継ぐ。〈双竜の舞踏〉では、アリセント王妃率いる翠装派に加わるり様々な陰謀をめぐらせる。生まれつき足を引きずる。『炎と血』及び『ハウス・オブ・ザ・ドラゴン』に登場する。

## ランディル・ターリー
Randyll Tarly
ランディル・ターリーはタイレル家の旗主でホーンヒルの領主。ウェスタロスでも有数の軍事指導者であると目される。サムウェル・ターリーの父であるが、臆病なサムを廃嫡し、殺すと脅して〈壁〉に追放する。マージェリーが逮捕された時、キングズランディングに軍を率いて向かい、ケヴァン・ラニスターによって法務大臣とされる。『ゲーム・オブ・スローンズ』ではジェームズ・フォークナーが演じる。

## リカード・カースターク
Rickard Karstark
リカード・カースタークはスターク家の有力旗主で親戚であるカースターク家の長である。〈五王の戦い〉ではロブ王の下に参じるが、二人の息子を失い、末息子ハリオンはラニスター家の捕虜となる。キャトリンがジェイミーを解放したことに怒ってラニスター家の捕虜の少年たちを殺し、ロブに処刑される。その後は叔父で城代のアーノルフ・カースタークが家乗っ取りを図り、息子クレガンをリカードの娘アリスと結婚させようとする。HBOドラマシリーズではSteven BlountおよびJohn Stahlが演じる。

## ルース・ボルトン
Roose Bolton
ドレッドフォート公であり、エダード・スターク公の旗主である。普通の体型と外見であるが、奇妙に青白い目が特徴的である。健康に良いと信じて定期的に蛭に血を吸わせており、”蛭の殿様”とも呼ばれることがある。穏やかで上品な物腰ながら、冷酷にして極めて残虐な行為を行うこともできる。静かに話すため、相手は耳を澄ませて聞かなければならない。ロブ・スタークが旗主を呼び集めた時、主君の呼び掛けに応じる。知性と冷静さをそなえ、 タイウィン・ラニスター公との戦いに送られた北部軍の歩兵隊の指揮を与えられる。〈勇武党〉を説得して以前の同盟軍に刃向わせ、ラニスター家から〈ハレンの巨城〉を奪う。次にルースは北部をグレイジョイ家から取り戻す作戦に参加するため呼び出される。しかしルースは密かにロブを裏切り、フレイ家と組んで〈釁られた婚儀〉の大虐殺を行い、自らロブ王を殺す。この奉仕により、北部総督とされ、その私生児の息子ラムジーは嫡出子とされる。三番目の妻と結婚し、妻は妊娠するが、生まれる子はおそらくはラムジーに殺されるだろうと言う。それでも幼な子がドレッドフォートを統治するよりはましであろうと言う。長男を気に入っていたが、ラムジーに殺されたと信じている。
『ゲーム・オブ・スローンズ』ではマイケル・マケルハットンが演じる。

## ワイマン・マンダリー
Wyman Manderly
ホワイト・ハーバーの領主であり、エダード・スターク公の旗主である。余りに肥満しているため、馬に乗ることさえできない。〈釁られた婚儀〉において長男をとらわれの身とされ、次男を殺されている。ダヴォス・シーワースがスタニス・バラシオンとの同盟を求めてホワイト・ハーバーに来た時には、客人として見張るフレイ家の面前で拒絶し、ダヴォスを捕えて処刑したと見せかける。だが実はダヴォスを丁重に匿い、主君であるスターク家の男性の世継ぎであるリコン・スタークを連れ戻すようダヴォスに依頼する。長男が戻った後は、フレイ家の客人を殺す。ラムジー・スノウとアリア・スターク(実はジェイン・プール)の婚儀のため、ボルトン家の所有することになったウィンターフェルにやって来る。『ゲーム・オブ・スローンズ』ではショーン・ブロワーズが演じる。